# Ricardo Manuel Ferreira Sousa
Ricardo Manuel Ferreira Sousa, besser bekannt als Cadú (* 21. Dezember 1981 in Paços de Ferreira), ist ein ehemaliger portugiesischer Fußballspieler.

## Karriere
Cadú begann 2001 seine Profikarriere bei Gondomar SC und wechselte nach nur einer Saison zum FC Paços de Ferreira. 2004 wurde er von Boavista Porto verpflichtet und wechselte nach zwei Saisons um 750.000 € zu CFR Cluj, wo er mittlerweile Kapitän ist. Im Sommer 2014 verließ er Cluj nach acht Jahren und schloss sich dem zyprischen Klub AEL Limassol an. Schon nach einem halben Jahr kehrte er zu Gil Vicente FC in sein Heimatland zurück. Nach dem Abstieg 2015 blieb er dem Klub auch eine Liga tiefer treu. Im Sommer 2016 verließ er den Klub und wechselte zum Ligakonkurrenten Leixões SC. Von 2017 bis 2019 war er beim Merelinense FC und anschließend beim FC Maia. 2021 beendete er seine Karriere.

## Erfolge/Titel
- Rumänischer Meister (3): 2007/08, 2009/10, 2011/12
- Rumänischer Pokalsieger (3): 2007/08, 2008/09, 2009/10